# Сан-Педру-де-Валбон
Сан-Педру-де-Валбон (порт. São Pedro de Valbom; МФА: [ˈsɐ̃w ˈpe.dɾu dɨ ˈvaɫ.bõ]) — парафія в Португалії, у муніципалітеті Віла-Верде. Розташована в північно-західній частині країни, на теренах історичної португальської провінції Дору-Міню. Входить до складу округу Брага. За адміністративним поділом, чинним до 1976 року, терени парафії були складовою провінції Міню. Належить до Бразької архідіоцезії Католицької церкви. Патрон — святий Петро. Площа — 1,6802 км². Населення — 249 ос. (2011). Слабо урбанізований регіон. Густота населення — 148,2 осіб/км²
. Код — 031351.

## Назва
- Валбон (Сан-Педру) (порт. Valbom (São Pedro)) — офіційна назва.

## Населення
| Кількість мешканців | Кількість мешканців | Кількість мешканців | Кількість мешканців | Кількість мешканців | Кількість мешканців | Кількість мешканців | Кількість мешканців | Кількість мешканців | Кількість мешканців | Кількість мешканців | Кількість мешканців | Кількість мешканців | Кількість мешканців | Кількість мешканців |
| ------------------- | ------------------- | ------------------- | ------------------- | ------------------- | ------------------- | ------------------- | ------------------- | ------------------- | ------------------- | ------------------- | ------------------- | ------------------- | ------------------- | ------------------- |
| 1864                | 1878                | 1890                | 1900                | 1911                | 1920                | 1930                | 1940                | 1950                | 1960                | 1970                | 1981                | 1991                | 2001                | 2011                |
| 274                 | 298                 | 282                 | 318                 | 310                 | 325                 | 337                 | 346                 | 368                 | 383                 | 398                 | 358                 | 314                 | 294                 | 249                 |